# Peter Boardman
Peter Boardman (25 décembre 1950 - 17 mai 1982) est un alpiniste et auteur britannique. Il est surtout connu pour une série d'expéditions dans l'Himalaya, souvent en partenariat avec Joe Tasker, et pour sa contribution à la littérature de montagne.
En 1976, il gravit la face ouest du Changabang avec Joe Tasker et, en été 1981, le Kongur Tagh avec Chris Bonington, Joe Tasker et Alan Rouse.
Les deux hommes disparaissent le 17 mai 1982 sur la crête nord-est de l'Everest. En 1992, le corps de Peter Boardman est retrouvé au niveau du troisième ressaut, à environ 8 200 mètres, mais celui de Joe Tasker est resté introuvable. Le prix Boardman-Tasker pour la littérature de montagne (en anglais : Boardman Tasker Prize for Mountain Literature) a été créé en leur mémoire.

## Publications

### Livres
- Peter Boardman et Joe Tasker, The Shining Mountain: Two men on Changabang's West Wall, Londres, Hodder and Stoughton, 1978.
- Peter Boardman, Sacred Summits: A Climber's Year, Londres, Hodder and Stoughton, 1982.

### Articles
- (en) « The Rock Rush », Nottingham University Mountaineering Club Journal, no 9,‎ décembre 1971.
- (en) « Hindu Kush – Alpine Style », Alpine Journal,‎ 1974, p. 110-114.
- (en) « Long Necks in the Hindu Kush », Mountain, no 36,‎ juin 1974, p. 15–21.
- (en) « British Everest Expedition SW Face 1975 », Alpine Journal,‎ 1976, p. 3–15.
- (en) « Everest is not a Private Affair », Mountain Life,‎ décembre 1975-janvier 1976.
- (en) « Peter the Pooh », Crags, no 4,‎ 1976, p. 8–9.
- (en) « Changabang Commentary », Mountain, no 55,‎ mai-juin 1977, p. 15–27.
- (en) « A Westerner's Luxury », The Listener,‎ 2 mars 1978, p. 266–267.
- (en) « No More Himalayan Heroes », Climber and Rambler,‎ novembre 1979, p. 34–41.
- The Untrodden Peak, The Observer Magazine[réf. incomplète].
- (en) « Gauri Sankar Report », Climber and Rambler,‎ avril 1980, p. 40–42.
- (en) « So You're an Everest Climber », Mountain, no 76,‎ novembre-décembre 1980, p. 26–29.
- (en) « Gaurishankar, South Summit », American Alpine Journal,‎ 1980, p. 616–617.
- (en) « The British-Nepalese Gauri Shankar Expedition, 1979 », Himalayan Journal, vol. 37,‎ 1979–80, p. 15.
- (en) « 1980 K2 Expedition », American Alpine Journal,‎ 1981, p. 286–89.
- (en) « Fight for Life on the Savage Mountain », The Observer Magazine,‎ 15 février 1981.
- (en) « Mount Kongur », The Observer Magazine,‎ 15 novembre 1981.